# 化学量論
化学量論（かがくりょうろん、英: stoichiometry）とは化学反応における量的関係に関する理論である。言い換えると、化学反応は反応系内の個々の分子が反応により決まる形式に基づく組み換えであるから、反応に関与した量の間には比例関係が成立する。以上のことから化学反応の量的関係を説明する理論である。速度論反応との対概念の（化学）量論反応については化学反応論に詳しい。
stoichiometryの語はギリシャ語の根源要素（element, principle）を意味するστοιχεῖον (stoicheion)と計測（measure）を意味するμέτρον (metron)とに由来する。

## 化学量論の概念
実際の化学反応系において個々の分子の変化をマクロな観測系で観察したり、変化を数え上げることは通常の方法では不可能なので、反応の変化量をマクロ系で測定するために何らかの測定量（メトリック）が必要となる。一方、化学反応に伴い膨張や収縮など熱力学的状態は変化し、場合によっては相変化も引き起こされることから、物質の測定量としては大きさのような長さの次元を持つものは不適当であり、質量が変化の測定量として採用される。
例えば、気相を無視した観測からは炭素は燃焼（酸化）すると消えて無くなってしまい、化学反応において物質は消滅したりする（或いは逆に無から発生したりする）という誤った結論が導かれてしまう。アントワーヌ・ラヴォアジエの質量保存の法則では測定量として質量を採用し、反応の前後で反応系に出入りする物質が無いように反応系を設定すると、この測定量は保存すると言い表しており、化学反応論の根幹を成す定義である。
この定義に従って反応を観測すると、反応物の変化量と生成物の変化量の間に比例関係があることがわかる。これがプルーストの定比例の法則であり、反応に関与する分子の観点から見ると、複数存在する反応物（場合によっては生成物）の間で、個々の反応毎に関与する量的関係が一意に決まっていることを表しており、それらの間には当量関係が存在する。
例に挙げると炭素と酸素から二酸化炭素が発生する反応は、炭素1当量に対して酸素は2当量が反応し、炭素と酸素から一酸化炭素が発生する反応は、炭素1当量に対して酸素は1当量が反応する。これを別の立場で見ると、複数存在する反応物の一方が過剰の場合には、少ないほうの反応物の量で反応可能な量は決まり、余剰な反応物は未反応のまま系内に残存し、それらの量は予測可能であることを意味する。
これらの化学量論の帰結より、化学反応が決まれば反応物の必要量や生成物の期待量を見積もることが可能となる。一方、化学量論による計算結果と実際の測定量の乖離から、反応の収量や元素分析による絶対純度が求められる。このように化学反応の定量関係は化学量論に立脚している。
ある一つの反応物に注目して、その反応物が関与する類似の他の反応で当量関係の間に簡単な整数比が成立するという規則性があり、それがドルトンの倍数比例の法則である（この法則の意味については後述する）。化学反応はドルトンが提言した様に原子（分子）の組み換えであり、それは（化学）反応式で表される。

## 化学量論と反応式
化学量論的関係を反応式で表す場合、右辺および左辺に現れる分子種に係数を付けて表す。具体的には質量保存の法則、定比例の法則および倍数比例の法則にしたがった係数が付与される。
{\displaystyle {\mbox{C}}+{\mbox{O}}_{2}\rightarrow {\mbox{CO}}_{2}}
{\displaystyle 2{\mbox{C}}+{\mbox{O}}_{2}\rightarrow 2{\mbox{CO}}}
倍数比例の法則を説明するモデルとして、原子のある状態をあらわす数（状態数）が存在し、その数の範囲で反応における原子の組み換え（すなわち化学反応）が発生すると考えることが出来る。それら状態数が原子価であったり酸化数であったりする。実際のところ、それらの状態数の実体については「分子軌道（あるいは原子軌道）と電子の組み換えである」という今日的な量子化学の説明が必要となるが、これらの状態数とその規則だけでも化学量論的な説明は可能である。
先ほどの例では酸素は2価の原子価を持ち、炭素は2ないし4価の原子価を持つと考え、酸素の価数に対して炭素の価数を割り当て過不足が無いように補完させると、二酸化炭素が生成する場合には炭素は原子価として4価をとり、一酸化炭素の場合は2価の状態をとっていると考えられる。これを拡張して鉄は2ないしは3価の状態を原子価としてとると考えれば、2つの鉄の酸化物を表すことができる。
{\displaystyle 2{\mbox{Fe}}+{\mbox{O}}_{2}\rightarrow 2{\mbox{FeO}}}
{\displaystyle 4{\mbox{Fe}}+3{\mbox{O}}_{2}\rightarrow 2{\mbox{Fe}}_{2}{\mbox{O}}_{3}}
原子価は酸化数の絶対値と一致する。また酸化数は個々の元素に関する記事の物性表に記載されているので参照いただきたい。
この様に状態数の考えを使って反応式の右辺と左辺とで補完するように係数を選択することで化学量論的反応式を決定することができる。また、原子価の考え方が発展して化学結合の概念となり、それが有機電子論あるいは量子化学的な解釈をされて今日の化学反応論が構築されている。

## 化学量論と組成式
物質が単一の共有結合性物質で形成されている場合、組成式の元素の係数は簡単な整数比となり化学量論係数 (stoichiometric coefficient) であるといわれる。
一方、金属、イオン性固体あるいはクラスター固体は組成式の元素の係数は簡単な整数比とならず、場合によってはある範囲で変動する。この場合を非化学量論係数 (non-stoichiometric coefficient) であるといい、このような化合物は非化学量論的化合物あるいは不定比化合物と呼ぶ。

## 化学量論と化学実験
化学反応は化学量論にしたがって進行するので、目的の生成物を効率的に得るためには反応物の量的関係を調節する。この際の物質間の量関係を当量という。例えば二酸化炭素を生成する場合には炭素に対して2当量の酸素を反応させる。このとき、それぞれ分子量が異なるので、重量比で1対2になるわけではない。したがってこの調節のための計算は分子数（量）を基準にして行うが、個数ではあまりにも巨大な数になるので、アボガドロ定数個の分子（または原子）を単位とする物質量 を使用する。物質量は測定した物質の質量をモル質量で除して求める。

## 化学量論と定量分析
前述の通り、定量分析は化学量論に立脚し、その手法は化学実験に準じる。したがって定量分析においても物質量で量関係を把握する。しかしながら定量分析の全てを質量測定で賄うことはできないので、モル濃度が既知の物質の容量をもって計測する場合も多い。この場合の標準溶液のモル濃度をN規定溶液と呼びあらわす。実際Nには小さな数が当てはめられ、1 N溶液（いちきていようえき）、0.1 N溶液などと呼称される。1 N溶液は1リットル当り1グラム当量の標準物質を含む溶液である。